# Bohodukhiv
Bohodukhiv (em ucraniano:   Богодухів) é uma cidade da Ucrânia, situada no Oblast de Carcóvia. Tem 16,23 km² de área e sua população em 2020 foi estimada em 15.020 habitantes.